# Karma (canción de Taylor Swift)
«Karma» es una canción de la cantautora estadounidense Taylor Swift, perteneciente a su décimo álbum de estudio, Midnights (2022). Fue escrita y producida por Swift, Jack Antonoff, Sounwave, Keanu Beats y Jahaan Sweet. La letra de la canción habla del "buen karma" de Swift en su vida a diferencia del de sus detractores. Musicalmente, la canción se caracteriza por una producción de midtempo electroclash y chillwave con ritmos brillantes, sintetizadores vibrantes y elementos de techno, pop alternativo y new wave. Republic Records lanzó la canción en radios estadounidenses el 1 de mayo de 2023, como el tercer sencillo del álbum.
El 26 de mayo de 2023 se lanzó el remix con la rapera estadounidense Ice Spice, como parte de la edición extendida del álbum Midnights.
Los críticos contemporáneos consideraron la canción como un punto culminante del disco, elogiando su brillante producción, melodía pegadiza y letra cómica. Tras el lanzamiento del álbum, la pista se ubicó en listas de varios territorios, alcanzando el top 10 en Australia, Canadá y Estados Unidos, y el top 25 en Malasia, Filipinas, Singapur, Eslovaquia y Vietnam; alcanzó el puesto número nueve en la lista Hot 100 y el número 10 en la Global 200 de Billboard. Swift ha interpretado el sencillo en vivo como la canción de cierre de su sexta gira, The Eras Tour (2023).

## Antecedentes y lanzamiento
El quinto álbum de estudio de Taylor Swift, 1989, fue lanzado en octubre de 2014. Tuvo un éxito comercial y crítico generalizado, pero la imagen pública de Swift sufrió el creciente escrutinio de los medios sensacionalistas. A principios de 2016, se vio envuelta en una disputa muy publicitada con el rapero estadounidense Kanye West y su entonces esposa Kim Kardashian por una letra controvertida sobre ella en el sencillo "Famous", y Kardashian acusó a Swift de mentir. A una pregunta en una entrevista de abril de 2016 con Vogue, Swift respondió "El karma es real". El desarrollo posterior en la controversia y la persistente cobertura mediática de la vida privada de Swift empañaron su reputación y, por lo tanto, se retiró de las redes sociales y las apariciones públicas durante un año y no lanzó un álbum en 2016, desviándose de su ciclo habitual de lanzamiento de un álbum cada dos años. En noviembre de 2017, Swift puso fin a su pausa y lanzó su sexto álbum de estudio, Reputation, acompañado de su sencillo principal "Look What You Made Me Do", que contenía letras sobre el karma. En agosto de 2019 lanzó su séptimo álbum de estudio, Lover, en medio de otra controversia: una disputa con su antiguo sello discográfico, Big Machine Records, y su nuevo propietario, Scooter Braun, sobre los máster de sus primeros seis álbumes. La especulación en línea sobre un "álbum perdido de Taylor Swift" que se suponía que se lanzaría en 2016, titulado Karma, se reavivó después del video musical del último sencillo de Lover, "The Man", en enero de 2020; el video presentaba numerosos simbolismos y huevos de Pascua, incluido un muro de grafiti que presentaba títulos de los seis álbumes alrededor de la palabra "KARMA" en el medio. Por este motivo, fanáticos y los medios de comunicación especularon que Karma se lanzaría pronto.
El 28 de agosto de 2022 Swift anunció su décimo álbum de estudio, Midnights. La lista de canciones no fue revelada de inmediato. Jack Antonoff, un antiguo colaborador de Swift que había trabajado con ella desde 1989, fue confirmado como productor en Midnights mediante un video publicado en la cuenta de Instagram de Swift el 16 de septiembre de 2022. A partir del 21 de septiembre de 2022, Swift comenzó a revelar la lista de canciones en un orden aleatorio a través de su serie de videos cortos en TikTok, llamada Midnights Mayhem with Me. En el octavo episodio, el 6 de octubre de 2022, Swift anunció el título de la undécima pista como "Karma". Varios medios de comunicación asociaron la pista con el "inédito" álbum Karma y algunos supusieron que esto era la confirmación de la teoría de Swift.

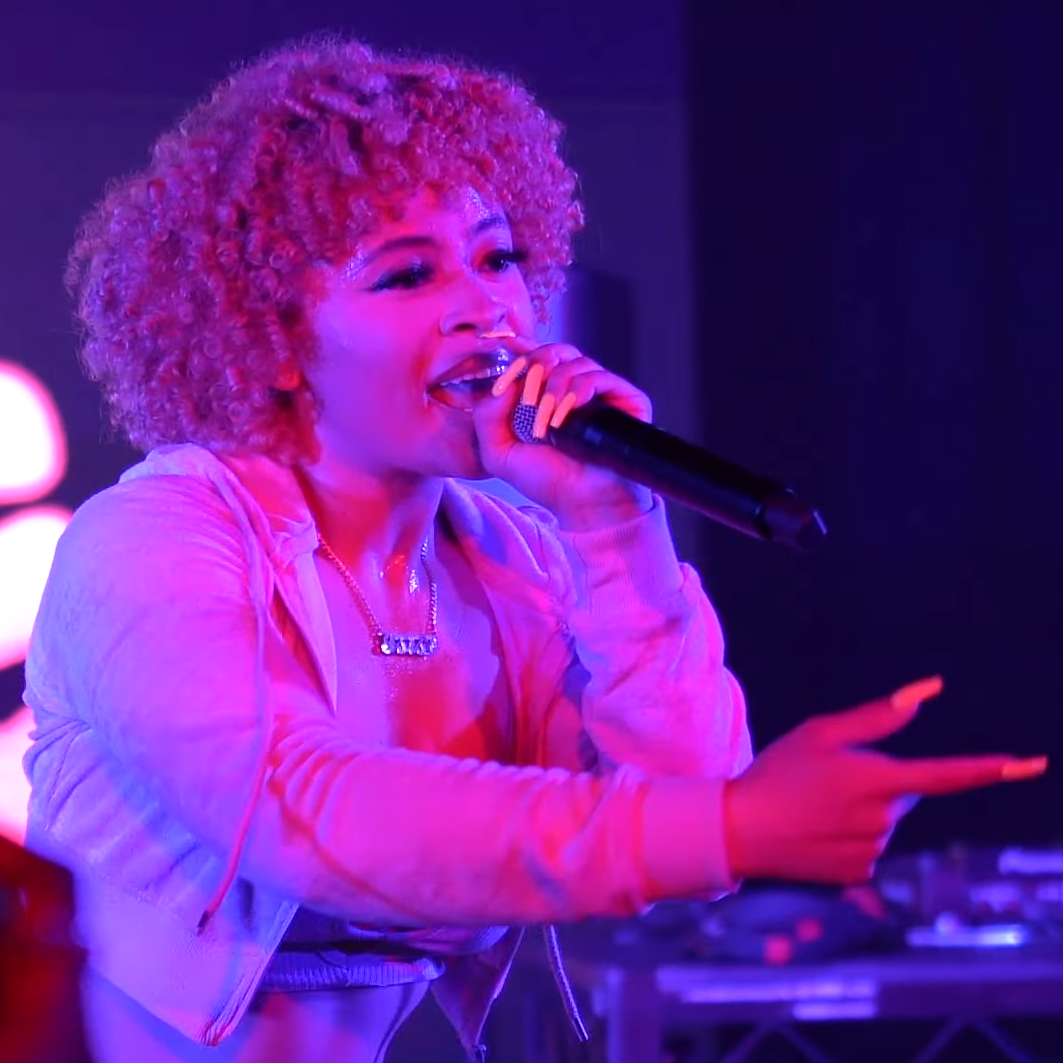
Ice Spice (foto de 2022) es la primera rapera que colabora con Swift en una canción.

### Remix
El 27 de abril de 2023, según American Songwriter, exejecutivo musical de Atlantic y Capitol Records, Shawn Barron, sugirió que la rapera estadounidense Ice Spice podría colaborarcon Swift en un sencillo después de conocerse en los iHeartRadio Music Awards 2023. El 24 de mayo, Swift y Ice Spice anunciaron a través de las redes sociales una versión remezclada de "Karma" con este último y publicaron la portada. El remix es un bonus track de las ediciones especiales de Midnights, lanzado el 26 de mayo. Swift reveló en una entrevista de Spotify que el equipo de Ice Spice se acercó primero para sugerir una colaboración, ya que Ice Spice había sido fan de Swift, que había estado escuchando música de Ice Spice mientras ensayaba para el The Eras Tour (2023-2024). Swift también apodó a Ice Spice "su nuevo artista favorito".

## Composición
"Karma" tiene una duración de tres minutos y 24 segundos. Es una canción alegre de electroclash y chillwave y fuerte presencia de sintetizador. Líricamente, es un "diss track"  con tonos cómicos. Describe la culminación del "buen karma" de Swift. La pista incorpora ritmos cálidos, sintetizadores y elementos de new wave, pop alternativo y techno.

## Lanzamiento
Midnights fue lanzado el 21 de octubre de 2022 a través de Republic Records. En abril de 2023, la publicación estadounidense Hits informó que "Karma" se enviaría a las radios estadounidense como el tercer sencillo del álbum, luego de "Anti-Hero" y "Lavender Haze". AllAccess, afiliado de Mediabase, confirmó la fecha de lanzamiento del sencillo en la radio hot adult contemporary de Estados Unidos para el 1 de mayo de 2023, seguida de su lanzamiento para la contemporary hit radio el 2 de mayo.

## Recepción de la crítica
Rolling Stone la nombró la cuarta mejor canción de 2022 y la calificó como una canción que "definió un álbum" por combinar las letras maestras de Swift y una producción "más elegante y flexible". John Wohlmacher de Beats Per Minute elogió "Karma" como una "obra maestra inmediata", elogiando la música "brillante y colorida".American Songwriter la incluyó como una de las 24 mejores canciones de 2022, llamándola el "éxito durmiente" de Midnights; los elogios se dirigieron hacia el enfoque lírico de Swift, el coro "efervescente" y la producción de Antonoff.

## Desempeño comercial

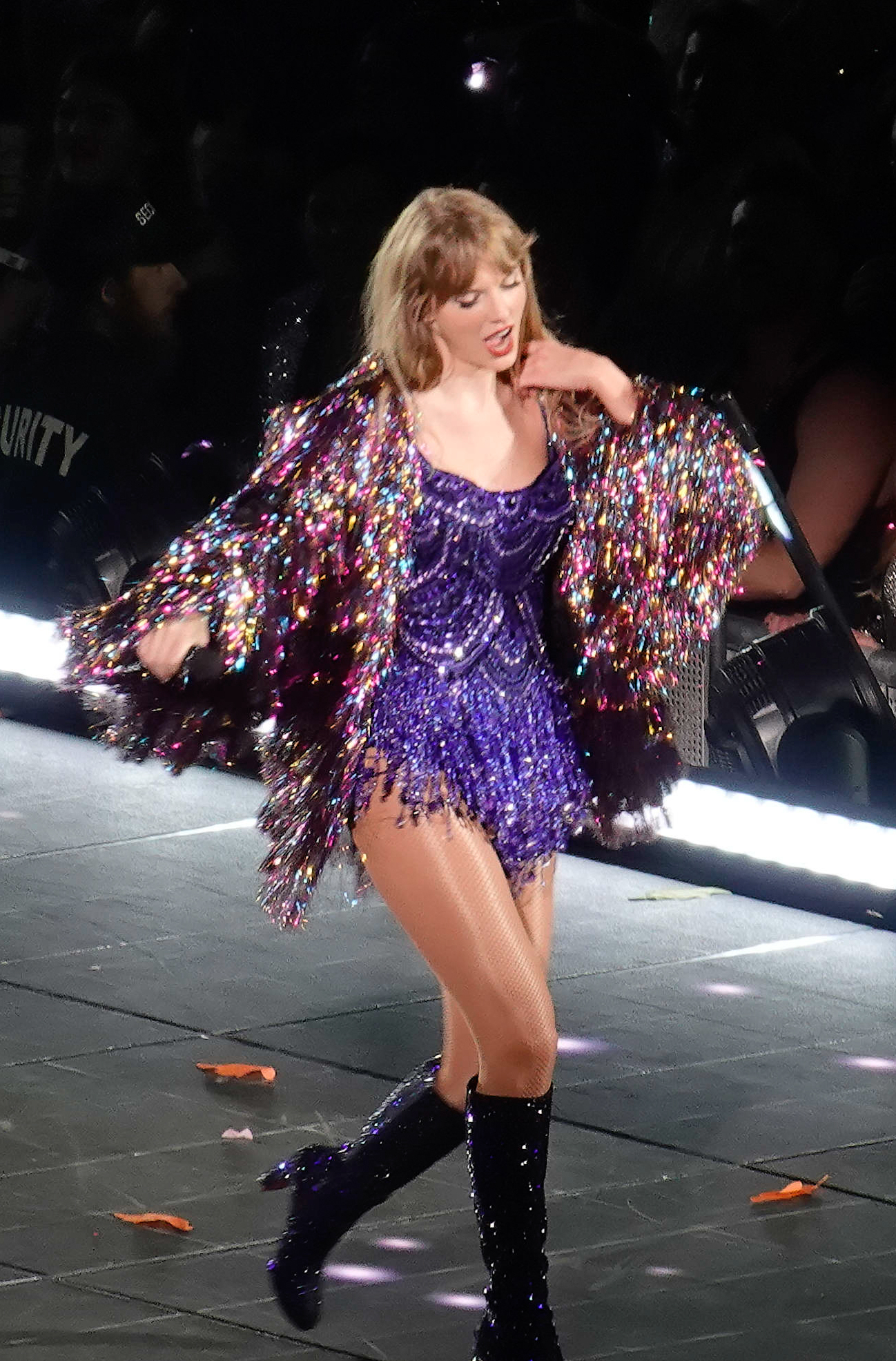
Swift interpretando "Karma" en el Eras Tour en marzo de 2023

Tras el lanzamiento de Midnights, todas las pistas del álbum ingresaron al Billboard Global 200, con nueve de ellas dentro del top 10; "Karma" debutó y alcanzó su punto máximo  en el número 10. Las pistas establecieron el récord de la mayor cantidad de entradas simultáneas en el top 10 y convirtieron a Swift en el primer artista en ocupar los cinco primeros del Global 200. En los Estados Unidos, "Karma" debutó en el número nueve del Billboard Hot 100. Swift se convirtió en el primer acto en ocupar todo el top 10 del Hot 100 al mismo tiempo y la mujer con más entradas en el top 10 (40), superando a Madonna (38). Alcanzó el puesto número ocho en el Canadian Hot 100  y fue certificado platino por Music Canada por vender más de 80 000 unidades. En otros lugares, "Karma" debutó en las listas de varios países, alcanzando su punto máximo entre los 25 primeros en Australia (9),  Filipinas (11), Singapur (12), Eslovaquia (12),  Malasia (18), y Vietnam (25), y llegando más lejos a Francia, Irlanda, España, Suecia, Suiza y el Reino Unido.

## Créditos y personal
Los créditos están adaptados del libreto de Midnights . 
Grabación
- Grabado por Jack Antonoff y Laura Sisk en Rough Customer Studio (Brooklyn), Electric Lady Studios (Nueva York) y Henson Recording Studio (Los Ángeles)
- Mezclado en MixStar Studios (Virginia Beach, Virginia)
- Masterizado en Sterling Sound (Edgewater, Nueva Jersey)
- La actuación de Sounwave fue grabada por él mismo en Sound of Waves Studios (Los Ángeles)
- La actuación de Jahaan Sweet fue grabada por él mismo en The Sweet Spot (Los Ángeles)
- La actuación de Keanu Beats fue grabada por él mismo (Melbourne, Australia)

Personal
- Taylor Swift - voz, compositor y productor
- jack antonoff – compositor, productor, ingeniero, batería, programación, percusión, sintetizadores, Juno, Omnichord y grabación
- Onda de sonido – compositor, productor, ingeniero, programación y grabación
- ritmos de keanu – productor, ingeniero, sintetizadores y grabación
- Jahaan dulce – compositor, coproductor, ingeniero, teclado, sintetizador y grabación
- laura sisk – ingeniero y grabación
- megan searl - Ingeniero Asistente
- Juan Sher - Ingeniero Asistente
- Juan Rooney - Ingeniero Asistente
- Marcos Aguilar - Ingeniero Asistente
- Ghenea serbia - ingeniero de mezcla
- Bryce Bordone - asistente de ingeniero de mezcla
- Randy Merrill – ingeniero de masterización

## Historial de lanzamiento
| Región         | Fecha              | Formato                      | Versión             | Discográfica(s)  | Ref.   |
| -------------- | ------------------ | ---------------------------- | ------------------- | ---------------- | ------ |
| Estados Unidos | 1 de mayo de 2023  | Hot adult contemporary radio | Original            | Republic Records | [ 25 ] |
| Estados Unidos | 2 de mayo de 2023  | Contemporary hit radio       | Original            | Republic Records | [ 26 ] |
| Estados Unidos | 27 de mayo de 2023 | Descarga digital             | Remix con Ice Spice | Universal Music  | [ 27 ] |